# Новомарьясовский сельсовет
Новомарьясовский сельсовет — муниципальное образование в составе Орджоникидзевского района Хакасии (Россия).
Административный центр — село Новомарьясово.

## Население
| 2002  | 2010  | 2012  | 2013  | 2014  | 2015  | 2016  |
| ----- | ----- | ----- | ----- | ----- | ----- | ----- |
| 2075  | ↘1615 | ↘1570 | ↘1524 | ↘1514 | ↘1472 | ↘1443 |
| 2017  | 2018  | 2019  | 2020  | 2021  |       |       |
| ↘1417 | ↘1355 | ↘1329 | ↘1295 | ↘1084 |       |       |

### Национальный состав
Русские (55,2 %), хакасы (38,2 %), немцы (2,3 %)

## Состав сельского поселения
В состав сельского поселения входят 5 населённых пунктов:
| № | Населённый пункт | Тип населённого пункта       | Население |
| - | ---------------- | ---------------------------- | --------- |
| 1 | Горюново         | деревня                      | ↘193      |
| 2 | Когунек          | деревня                      | ↘205      |
| 3 | Конгарово        | деревня                      | ↘74       |
| 4 | Монастырёво      | деревня                      | ↘185      |
| 5 | Новомарьясово    | село, административный центр | ↘958      |